# Marion Barons
Die Marion Barons waren ein US-amerikanisches Eishockeyfranchise der International Hockey League in Marion, Ohio. Die Spielstätte war das Veterans Memorial Coliseum.

## Geschichte
Der Verein wurde im Jahr 1953 gegründet und bestritten eine Saison in der International Hockey League. Diese konnten sie nach der Hauptrunde mit 40 Siegen und 24 Niederlagen auf dem zweiten Rang beenden. Anschließend wurde das Team 1954 wieder aufgelöst. Sie waren ein Farmteam der Cleveland Barons, die damals in der American Hockey League aktiv waren.
Vier Spieler, die bei den Marion Barons unter Vertrag standen, schafften den Sprung in die National Hockey League: Armand Delmonte, Ehrhardt Heller, Johnny Ingoldsby und Tony Poeta.

## Saisonstatistik
Abkürzungen: GP = Spiele, W = Siege, L = Niederlagen, T = Unentschieden, OTL = Niederlagen nach Overtime SOL = Niederlagen nach Shootout, Pts = Punkte, GF = Erzielte Tore, GA = Gegentore, PIM = Strafminuten
| Saison  | GP | W  | L  | T | OTL | SOL | Pts | GF  | GA  | Platz   | Playoffs |
| 1953–54 | 64 | 40 | 24 | 0 | —   | —   | 80  | 279 | 207 | 2., IHL |          |

## Team-Rekorde

### Karriererekorde
Spiele: 64  Gordon Vejprava, Ehrhardt Heller
Tore: 58  Gordon Vejprava
Assists: 56  Harold Jones
Punkte: 101  Ken Schultz
Strafminuten: 180  Ted Lebioda